# Provinz Huallaga
Die Provinz Huallaga ist eine von zehn Provinzen der Region San Martín in Nord-Peru. Sie hat eine Fläche von 2381 km². Beim Zensus 2017 wurden in der Provinz 28.871 Einwohner gezählt. Im Jahr 1993 lag die Einwohnerzahl bei 22.236, im Jahr 2007 bei 24.448. Die Provinzverwaltung befindet sich in der Kleinstadt Saposoa.

## Geographische Lage
Die Provinz Huallaga liegt in der peruanischen Ostkordillere. Sie erstreckt sich über das Einzugsgebiet des Río Saposoa, einen linken Nebenfluss des Río Huallaga. Sie reicht im Süden bis zum Río Huallaga. Die Provinz hat eine Längsausdehnung in NNW-SSO-Richtung von etwa 110 km sowie eine durchschnittliche Breite von etwa 28 km.
Die Provinz Huallaga grenzt im Norden an die Provinz Moyobamba, im Nordosten an die Provinz El Dorado, im Südosten an die Provinz Bellavista, im Süden und Westen an die Provinz Mariscal Cáceres sowie im Nordwesten an die Provinz Rodríguez de Mendoza (Region Amazonas).

## Verwaltungsgliederung
Die Provinz Huallaga ist in sechs Distrikte unterteilt. Der Distrikt Saposoa ist Sitz der Provinzverwaltung.
| Distrikt         | Verwaltungssitz  |
| ---------------- | ---------------- |
| Alto Saposoa     | Pasarraya        |
| El Eslabón       | El Eslabón       |
| Piscoyacu        | Piscoyacu        |
| Sacanche         | Sacanche         |
| Saposoa          | Saposoa          |
| Tingo de Saposoa | Tingo de Saposoa |